# Myioborus albifrons
Myioborus albifrons е вид птица от семейство Parulidae. Видът е почти застрашен от изчезване.

## Разпространение
Видът е разпространен във Венецуела.